# Еберхард фон Зикинген-Оденбах-Шалоденбах
Еберхард фон Зикинген цу Оденбах и Шалоденбах (на немски: Eberhard von Sickingen zu Odenbach und Schallodenbach; † ок. 5 май 1650/11 септември 1654) е благородник от стария благороднически род фон Зикинген от Крайхгау в Баден-Вюртемберг, господар в Оденбах и Шалоденбах в Рейнланд-Пфалц.
Той е син на Йохан Готфрид фон Зикинген († 1622) и съпругата му Анна Магдалена Маргарета фон Обентраут. Внук е на Георг Вилхелм фон Зикинген и Барбара Фогт фон Хунолщайн, дъщеря на фогт Адам III фон Хунолщайн († 1540). Правнук е на Франц Конрад фон Зикинген (1511 – 1575), маршал на Курфюрство Пфалц, императорски дворцов и военен съветник, и съпругата му Луция фон Андлау (1514 – 1547). Праправнук е на прочутия Франц фон Зикинген (1481 – 1523), вожд на германското рицарство.

## Фамилия
Еберхард фон Зикинген се жени за Мария Урсула фон Флерсхайм († сл. 12 юли 1640). Те имат четири деца:
- Маргарета Елизабет фон Зикинген-Шалоденбах (* 1633; † 8 юли 1668), омъжена на 14 февруари 1659 г. за фрайхер Георг Фридрих фон Валдердорф (* 18 септември 1618; † 13 юли 1672)
- Георг Фридрих фон Зикинген-Шалоденбах († 1656)
- Магдалена Урсула фон Зикинген-Шалоденбах († пр. 30 януари 1631, Майзенхайм )
- Лудвиг Адолф фон Зикинген-Шалоденбах

Еберхард фон Зикинген се жени втори път на 4 февруари 1649 г. за Анна Катарина Фогт фон Хунолщайн (* 25 октомври 1622), дъщеря на фогт Йохан Адам фон Хунолщайн († 1636) и Барбара Фелицитас Екбрехт фон Дюркхайм († сл. 1631). Бракът е бездетен.